# Goździeniec zaostrzony
Goździeniec zaostrzony (Clavaria falcata  Pers.) – gatunek grzybów należący do rodziny goździeńcowatych (Clavariaceae).

## Systematyka i nazewnictwo
Pozycja w klasyfikacji według Index Fungorum: Clavaria, Clavariaceae, Agaricales, Agaricomycetidae, Agaricomycetes, Agaricomycotina, Basidiomycota, Fungi.
Synonimy:

- Clavaria falcata var. candida Alb. & Schwein. 1805
- Clavaria falcata var. citrinipes Quél. 1883
- Clavaria falcata Pers. 1794 var. falcata
- Clavaria falcata var. obtusa Pers. 1797
- Clavaria falcata var. obtusata (Pers.) Pers. 1801
- Clavaria obtusa Pers. 1797
- Stichoclavaria falcata (Pers.) Ulbr. 1928

Nazwę polską zaproponował  Władysław Wojewoda w 2003 r..

## Morfologia
Owocnik
Pojedynczy ma postać maczugowatej pałeczki o wysokości do 6 cm i grubości 2–4 mm, zazwyczaj prostej, czasami robakowato wygiętej. Wierzchołek jest spiczasto zakończony, często w postaci obumarłego, brązowoczarnego kończyka. Powierzchnia gładka,  matowa, nieprzezroczysta, biaława lub kremowa, przy podstawie często brązowa. Miąższ miękki i delikatny, bez wyraźnego zapachu i smaku.
Cechy mikroskopowe
Zarodniki o rozmiarach 7,7–8,6–9,5 × 6,4–7,4–8,4 μm; Q = 1,0–1,2–1,3; Vm = 248 μm³, kuliste lub prawie kuliste, dekstrynoidalne, hialinowe, gładkie z wyraźnym dzióbkiem. Podstawki ze sprzążkami.

## Występowanie i siedlisko
Znane jest występowanie tego gatunku głównie w Europie. Występuje tutaj od Francji po północne rejony Półwyspu Skandynawskiego (około 69° szerokości geograficznej). Ponadto odnotowano jego występowanie na zachodnim wybrzeżu USA i w Maroku. W Polsce gatunek rzadki. Znajduje się na Czerwonej liście roślin i grzybów Polski. Ma status R – gatunek potencjalnie zagrożony z powodu ograniczonego zasięgu geograficznego i małych obszarów siedliskowych. Znajduje się na listach gatunków zagrożonych także w Niemczech i Norwegii. W piśmiennictwie naukowym na terenie Polski do 2003 r. podano 5 stanowisk tego gatunku.
Saprotrof. Owocniki rosną na ziemi w lasach i zaroślach, wśród traw i mchów, czasami na spaleniskach, od sierpnia do października. Zazwyczaj rosną kępkami.